# Bluesy Burrell
Bluesy Burrell (виходив під назвою Out of This World) — студійний альбом американського джазового гітариста Кенні Беррелла з саксофоністом Коулменом Гокінсом, випущений у 1962 році лейблом Moodsville.

## Історія
Записаний 14 вересня 1962 року на студії Van Gelder Studio в Енглвуд-Кліффс (Нью-Джерсі).

## Список композицій
1. «Tres Palabras» (Освальдо Фаррес) — 6:40
2. «No More» (Кенні Беррелл) — 1:50
3. «Guilty» (Гаррі Екст, Гас Кан, Річард Вайтінг) — 6:40
4. «Montono Blues» (Кенні Беррелл) — 4:40
5. «I Thought About You» (Джиммі Ван Гейсен, Джонні Мерсер) — 4:40
6. «Out of This World» (Гарольд Арлен, Джонні Мерсер) — 4:50
7. «It's Getting Dark» (Кенні Беррелл) — 6:50

## Учасники запису
- Кенні Беррелл — гітара
- Коулмен Гокінс — тенор-саксофон (1, 4, 5, 7)
- Томмі Фленаган — фортепіано
- Меджор Голлі — контрабас
- Едді Лок — ударні
- Рей Барретто — конґа

Технічний персонал
- Оззі Кадена — продюсер
- Руді Ван Гелдер — інженер звукозапису